# Oude Pastorie (Lissewege)

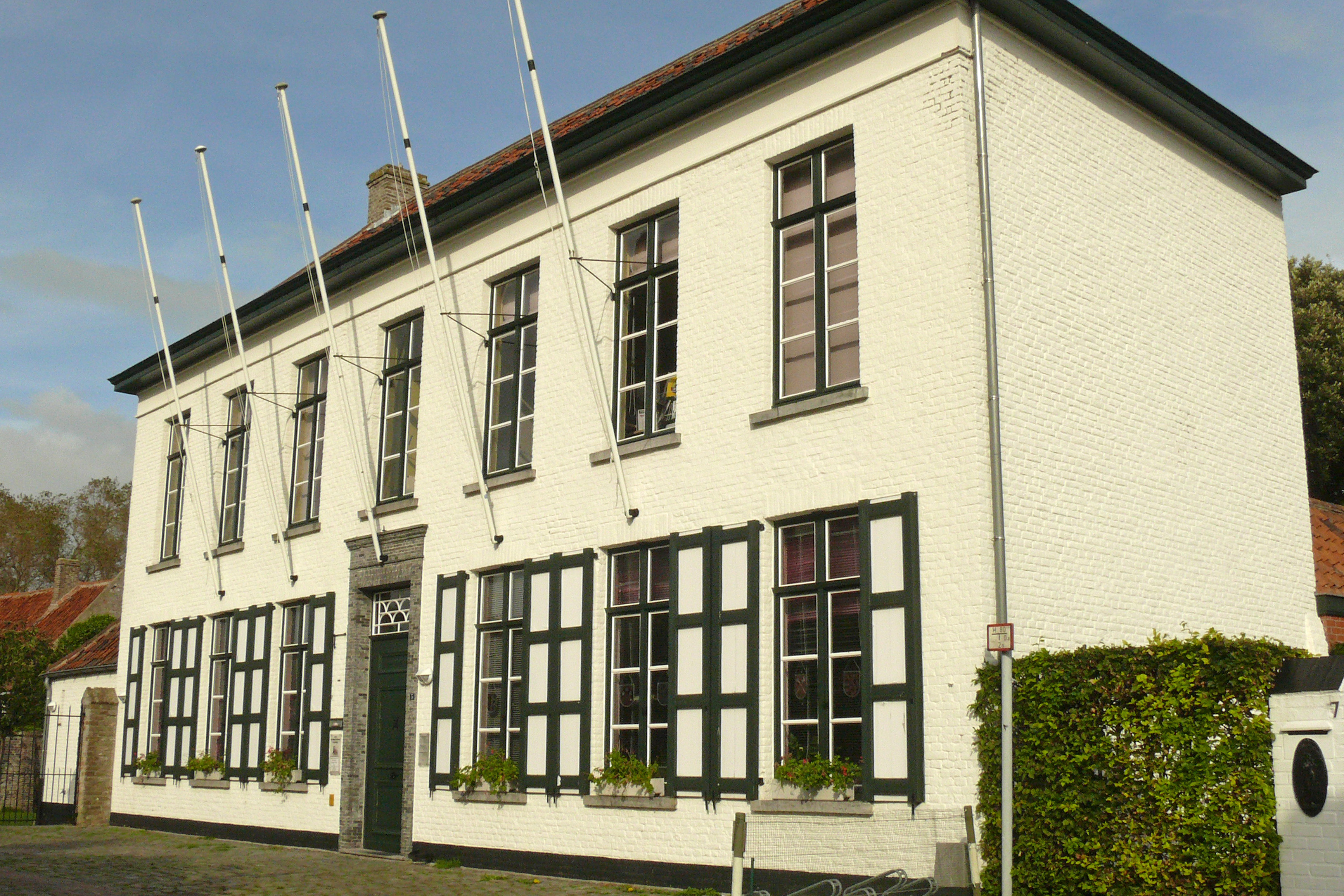
De Oude Pastorie in 2012.

De Oude Pastorie is een voormalige pastorie in Lissewege, een deelgemeente van Brugge. Sinds 2005 is er het Bezoekerscentrum Lissewege gehuisvest, evenals het Heiligenmuseum.

## Geschiedenis van de pastorie
De pastorie zou dateren van 1638 en behoorde bij de Onze-Lieve-Vrouw-Bezoekingskerk. In de 19e eeuw kreeg de pastorie een nieuwbouw aan de straatzijde. De voorgevel werd opgetrokken in Vlaamse neorenaissance-stijl met classicistische kenmerken. De achterzijde werd gebouwd in meer typisch Brugse stijl met gele bakstenen. Het oudste, 17e-eeuwse gedeelte staat loodrecht op dit gebouw aan de achterzijde. Ook het oorspronkelijk gebouw had reeds een L-vorm, blijkens een oude kaart uit 1724. De pastorie heeft nog een mooie, ommuurde tuin met fruit- en sierbomen, doch deze is niet vrij te bezichtigen.
Eind jaren 1970 werd het gebouw grondig gerestaureerd, met de bedoeling het dan terug als pastorie te gebruiken, maar in 1981 werd er de lokale bibliotheek en een vergaderruimte in ondergebracht.
Tussen 1993 en 2008 was de buitengevel van de pastorie te zien in de VTM-reeks Wittekerke, onder meer als woning van de personages Bob, Camilla en Céline. Heel wat grote verhaallijnen speelden zich er af. Net als op het nabijgelegen kerkhof.
Begin mei 2005 nam de VVV-Lissewege haar intrek in het gebouw.
De Oude Pastorie is niet beschermd, maar staat sinds 2009 op de Inventaris van het Bouwkundig Erfgoed.

## Heiligenmuseum
In de zomer van 2005 organiseerde de VVV-Lissewege in het gebouw een beperkte tentoonstelling met 40 heiligenbeelden. Omdat deze tentoonstelling belangstelling trok, werd op initiatief van verzamelaar-restaurateur Rudy Desmedt besloten om de verzameling uit te breiden en er een blijvend museum van te maken. De collectie groeide intussen tot meer dan 130 heiligenbeelden. De meeste beelden werden gekocht op markten en beurzen, andere werden geschonken. De meeste beelden zijn in gips en dateren van de jaren 1880-1920. Heel wat beelden waren beschadigd, maar ze werden zorgvuldig gerestaureerd. Enkele houten beelden zijn ouder.
In 2011 volgde een nieuwe herinrichting van het museum, met onder meer een indeling in type heiligen zoals beschermheiligen en pestheiligen.